# Daption capense
La procellaria del capo (Daption capense), detto anche petrello del capo, è un uccello appartenente alla famiglia dei Procellariidae e unica specie appartenente al genere Daption.

## Habitat
Specie pelagica nidifica sulle isole rocciose.

## Identificazione
La procellaria del capo raggiunge una lunghezza di circa 35 cm, con un corpo grosso pressoché quanto un gabbiano reale. Ha un piumaggio "a scacchi" bianchi e neri sulla parte superiore, le ali sono scure e presentano una larga macchia bianca. Capo e lati della faccia e del collo sono di colore nero; sono bianchi il ventre e altre parti inferiori del corpo e delle ali; il becco e le zampe sono tipicamente neri. Non vi sono dimorfismi sessuali degni di nota e i giovani assomigliano agli adulti.

## Comportamento
"Veleggia" meno degli altri procellaridi, con battiti d'ala più frequenti e con tuffi da una certa altezza. Raccolgono il cibo come i gabbiani. Si avvicina facilmente alle navi si riuniscono in gruppi attorno alle baleniere.

## Voce
Sui luoghi di nidificazione emette alcune note gutturali e squittanti.

## Riproduzione

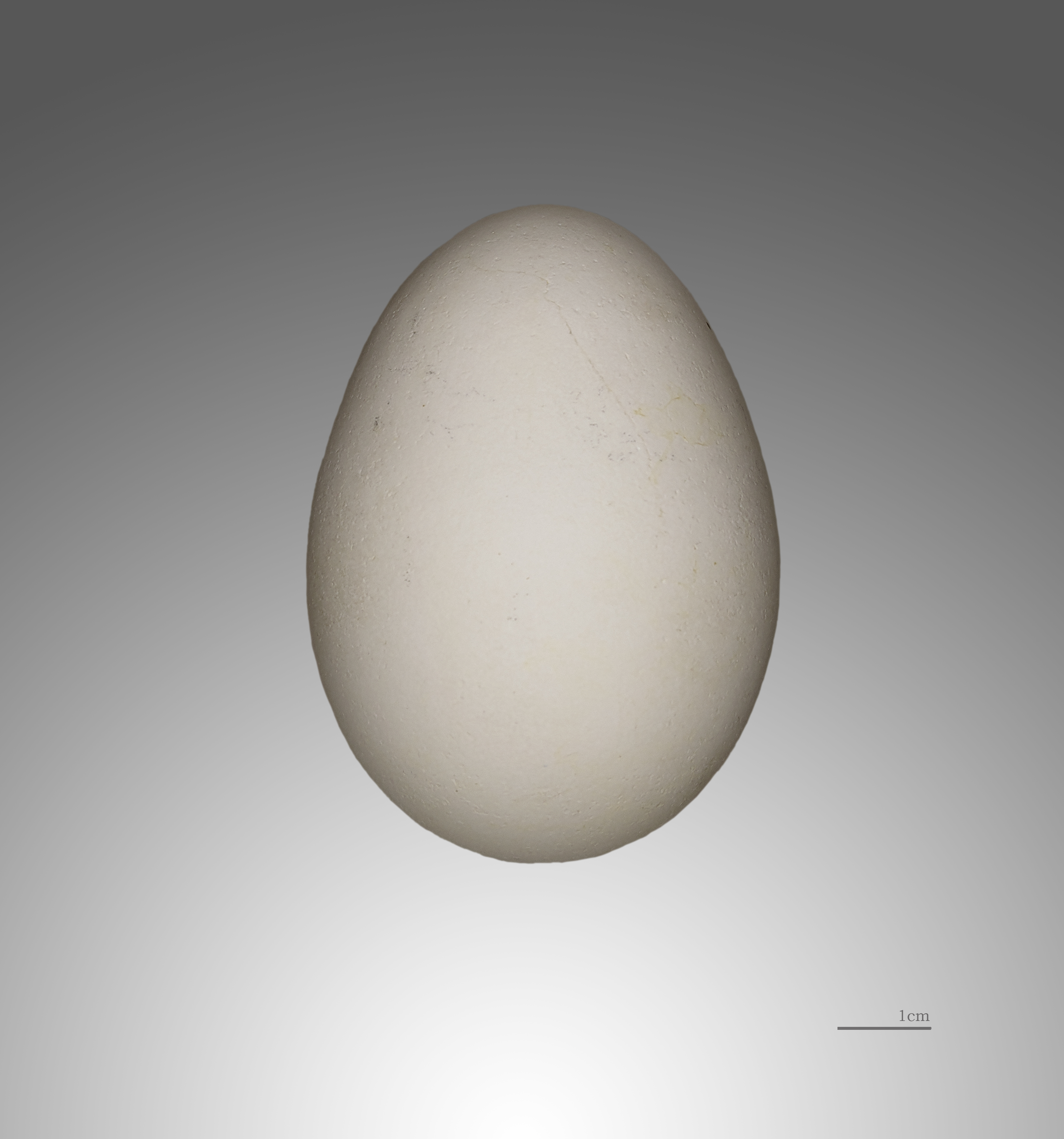
Uovo di Daption capense

Nidifica sulle scogliere delle isole antartiche. Depone un uovo di color bianco sporco viene deposto sul terreno al riparo di qualche roccia.

## Distribuzione
Nelle isole intorno all'Antartide. fuori della stagione riproduttiva si porta più a nord sino a 25° di latitudine.